# Oxyphenonium bromide
Oxyphenonium bromide là một thuốc kháng muscarinic. Nó được sử dụng để điều trị loét dạ dày và tá tràng và để làm giảm co thắt nội tạng.